# مهرجان كان السينمائي 1959
مهرجان كان السينمائي لعام 1959 هو الدورة الـ12 للمهرجان عُقد في 2 إلى 18مايو من عام 1959، حصل فيلم "The Cranes Are Flying" للمخرج السوفياتي ميخائيل كالاتوزوف على السعفة الذهبية للمهرجان.